# Silvia Night
Silvia Night er en opdigtet islandsk sanger og skuespiller, der bliver spillet af sangerinden Ágústa Eva Erlendsdóttir.

## Biografi
Silvia Night blev landskendt i Island, da hun optrådte som vært på sit eget tv show, The Silvia Night Show. Silvia Night figuren parodierer personer som Paris Hilton og Nicole Richie der praktisk talt er kendt for ingenting, og hun blev hadet for sin arrogante og snobbede attitude. Hun vandt i 2006 det islandske Melodi Grand Prix og repræsenterede derfor landet ved Eurovision Song Contest 2006. Her skabte hun overskrifter med sin kontroversielle facon. Kun få af de udenlandske journalister forstod at det hele var en rolle hun spillede. Silvia Night blev så upopulær at hun blev buhet under hendes optræden, noget hun delte med den anden kontroversielle gruppe LT United. Silvia Night fik kun en 13. plads ved semi finalen, og kom derfor ikke videre til finalen. I 2007 udgav Silvia Night sit eget album.
| Musik | Spire Denne musikartikel er en spire som bør udbygges. Du er velkommen til at hjælpe Wikipedia ved at udvide den. |